# Иза тамних наочара
Иза тамних наочара (итал. Occhiali neri) италијанско-француски је ђало хорор филм из 2022. године, редитеља и сценаристе Дарија Арђента, са Иленијом Пасторели, Азијом Арђенто, Андрејом Герпелијем и Сињуом Жангом у главним улогама. Радња прати слепу проститутку, коју прогони серијски убица. Ово је први Арђентов филм после 10 година паузе. Сценарио је написао заједно са старим сарадником Франком Феринијем и Карлом Лукарелијем.
Идеја приче потиче још из 2002. године и осмислио ју је Виторио Чеки Гори, који је требало да буде продуцент тог филма. Међудим, након банкрота његове продукцијске куће пројекат је обустављен. Сценарио је остао у Арђентовој фиоци, све док га 2021. није пронашла Азије Арђенто пишући своју аутобиографију, Анатомија дивљег срца. Азија је потписана и као један од помоћних продуцената. Филм је премијерно приказан на Берлинском филмском фестивалу 11. фебруара 2022, док је у италијанским биоскопима почео да се приказује две недеље касније.
За разлико од неколико последњих Арђентових остварења која су добила изразито негативне рецензије, Иза тамних наочара је добио помешане и претежно позитивне. Бен Крол, критичар часописа IndieWire, дао му је оцену Б+, уз коментар да се ради о оштром малом ђало филму, који не тражи ништа више осим тога да буде означен као „Арђентов повратак у форму”.
Постер филма је омаж култном класику Џона Карпентера, Они живе (1988).

## Радња
Дијана, млада девојка која се бави проституцијом, постаје жртва непознатог серијског убице који прогони проститутке. У покушају да побегне од њега, Дијана изазове саобраћајну несрећу у којој убија родитеље малог кинеског дечака по имену Чин, док она остаје слепа. Док се прилагођава новом начину живота, Дијана се зближује са Чином и купује Нереу, пса-водича, која јој служи и као лична заштита.

## Улоге
| Глумац               | Улога                    |
| -------------------- | ------------------------ |
| Иленија Пасторели    | Дијана                   |
| Азија Арђенто        | Рита                     |
| Андреја Герпели      | Матео                    |
| Сињу Жанг            | Чин                      |
| Марио Пирељо         | главни инспектор Алеарди |
| Марија Розарија Русо | инспекторка Бајани       |
| Ђенаро Јакарино      | инспектор Балдачи        |
| Паола Самбо          | опатица из сиротишта     |
| Иван Аловисио        | доктор                   |
| Ђузепе Комета        | дете у сиротишту         |